# Terelimella larochei
Terelimella larochei is een slakkensoort uit de familie van de Pyramidellidae. De wetenschappelijke naam van de soort is voor het eerst geldig gepubliceerd in 1930 door Powell.